# Grad Prem
Grad Prem se nahaja na slemenastem robu naselja Prem nad reko Reko v bližini Ilirske Bistrice. Po izročilu je nastal na mestu nekdanje rimske utrdbe (Castra Prima), v pisnih virih pa se prvič posredno omenja leta 1213. Skozi stoletja so ga lastniki in upravitelji glede na potrebe in okus dobe prenavljali, vendar ob tem niso zabrisali njegove srednjeveške zasnove. 
Grad je bil leta 2007 vpisan v register kulturne dediščine in je spomenik lokalnega pomena.

## Zgodovina
Grad Prem je eden od najbolj pričevalnih grajenih zgodovinski virov v porečju Reke. Zgrajen je bil na prometno pomembnem prostoru, ki je povezoval dolini Pivke in Reke z notranjostjo Istre, zaradi česar so si lokalne oblasti prizadevale za njegov nadzor. Posestvo je najverjetneje nastalo z odcepitvijo od gospostva Postojne, ki je bila v rokah Andeških.
Po izročilu je na tem mestu stala rimska utrdba, vendar pisni viri in materialni ostanki o tem molčijo. Prem se v pisnih virih prvič omenja leta 1213, ko se v neki listini kot priča omenja Ude de Prem. Najbrž se pod tem imenom skriva Volšak II. Devinski. Najverjetneje je bil prav on tisti, ki je dal konec 12. ali na začetku 13. stoletja zgraditi premski grad.
Devinski gospodje so bili najmočnejši vazali oglejskega patriarhata. Njihovo premsko gospostvo je bilo tretje največje, takoj za Devinom in Senožečami. V 13. stoletju so postali še ministeriali Goriških grofov, ki so bili nasprotni pol Ogleju. Kot tak se leta 1217 omenja Henrik iz Prema, brat prej omenjenega Volšaka. V 14. stoletju pa so se poti med Devinskimi in Goriškimi začele razhajati. Devinski so se v času Huga VIII. Devinskega leta 1366 podvrgli Habsburžanom, ki so tako prvič prišli do morja. Tega leta se kot Castrum Prem v pisnih virih omenja tudi grad. Leta 1399 so Devinski s Hugom IX. izumrli. Njihove posti so podedovali gospodje iz švabskega Walseeja, ki so bili med letoma 1470 in 1472 prisiljeni prodati posesti v Štivanu, Devinu, Premu in Senožečah cesarju Frideriku III.
Leta 1472 je postal Prem del dežele Kranjske in za stoletje in pol deželna komorna posest, ki se je dajala v zastavo. Z gradom so upravljali Oberburgi, njih pa so najverjetneje leta 1508 zamenjali Raunachi, ki jih omenja tudi Valvasor. V rokah Raunachov je bil grad vse do začetka 17. stoletja, a še pred tem se je mednje za kratek čas vrinil Johannes Haller s Planine.
Na začetku 17. stoletja se je Ana Marija Raunach poročila z Giovannijem Sforzo Porcia. Tako je Prem prešel v last te vplivne plemiške rodbine iz Furlanije, ki se je v drugi polovici 16. stoletja preselila na Kranjsko. V njihovi lasti je grad skupaj s Senožečami ostal vse do leta 1906. Tega leta je nepremičnine, ki so pripadale fidejkomisu Prem–Senožeče, od obubožanega kneza Ludvika Porcie kupil kurat in poznejši župnik v Dolnji Košani Karel Lenassi. Po njegovi smrti je premski grad in dvorec v Senožečah podedovala njegova nečakinja Ana Biščak. V času prve svetovne vojne, natančneje soške fronte, so se na gradu naselili avstro-ogrski vojaki.
Grad, ki je bil od sredine 19. stoletja vse čedalje bolj zanemarjen, je leta 1927 kupil ljubitelj starin in tržaški zdravnik judovskega rodu Bruno Zuccolini (tudi Zuculini) in ga po načrtih arhitekta Alberta Riccobonija in slikarja Maria Lannesa spremenil v zasebno letno rezidenco. Prenova je bila dokaj romantizirajoče naravnana. Kazala je tudi neprikrite simpatije obnavljalcev gradu do fašističnega režima in naglo razvijajočega se italijanskega nacionalizma. Tako je Zuccolini z nekaterimi elementi, kot sta napis na heraldični plošči na glavnem vstopu v grajski kompleks in napis nad notranjim oknom v grajski kapeli, sporočal, da prostor pripada Kraljevini Italiji. Nasprotno pa je Tone Kralj leta 1922 s poslikavo cerkve sv. Helene na Premu markiral slovenski prostor v Julijski krajini.
Po drugi svetovni vojni, v kateri je bil grad lažje poškodovan, je sledila nacionalizacija. V njem so se naselili tisti, ki so ostali brez domov v času vojne vihre. Z letom 1970 se je začela obnova, med letoma 1982 in 1983 pa so potekale arheološke raziskave pod vodstvom Nade Osmuk. Med letoma 2007 in 2008 so potekala obnovitvena dela. Grad je od leta 1991 v lasti občine Ilirska Bistrica. Z njim upravlja TIC Ilirska Bistrica, z muzejsko zbirko pa Pokrajinski muzej Koper, enota Ilirska Bistrica.

## Stavbni razvoj
Zasnova gradu je bila konec 12. stoletja oziroma na začetku 13. stoletja dokaj skromna. Omejevala se je na zdajšnje grajsko jedro na vrhu vzpetine. Sestavljena je bila iz dvonadstropne bivalne stavbe in obrambnega obzidja, ki je zapiralo notranje dvorišče. Vstop je bil najverjetneje, kjer je danes. Konec 13. stoletja, ko so se Devinski osamosvajali od oglejskih patriarhov, je verjetno nastalo nizko poslopje na severnem delu in obrambni stolp na vzhodu.
V 14. stoletju je bilo zgrajeno še zunanje obzidje, ki je obdajalo osrednje grajske jedro. Danes ni več ohranjeno, je pa potek na jugozahodnem delu grajskega kompleksa še vedno razpoznaven. Gradnja je bila najverjetneje povezana z napetostmi z goriškim Švarcenekom (Podgrad v Brkinih).
V 15. stoletju so Walseejski grajski kompleks spremenili v reprezentativno utrjeno poznosrednjeveško plemiško rezidenco. Gradbeni posegi so bili usmerjeni predvsem na grajsko jedro, v katerem so porušili romansko severno stranico obzidja skupaj s pomožnim poslopjem in stolpom ter zgradili novi dvonadstropni severni trakt, s katerim se je stanovanjska površina gradu več kot podvojila. Preoblikovali so tudi prvotno romansko bivalno stavbo. V prvo nadstropje so umestili glavno grajsko dvorano, v drugem nadstropju pa so bile spalnice. Desno od prvotnega stanovanjskega dela so zgradili dvonadstropni stolpasti objekt z grajsko kapelo. Vhod v kapelo so uredili preko lesenega mostovža. Pod njo so uredili križnorebrasto obokan nizek prostor, čigar namen ostaja nejasen. Z naslonitvijo na južni obodni zid so postavili manjše poslopje, ki so ga napol vkopali v teren in opremili z banjastim obokom. Služilo je najverjetneje za grajsko ječo. Njegove zasute ostanke so razkrila arheološka izkopavanja v letih 1982 in 1983. Zaradi prenov so najverjetneje že takrat zgradili tudi nov zahodni del obzidja in ga klinasto oblikovali. Obramba gradu se je tako prenesla na zunanje obzidje.
Ko so se z letom 1471 začeli vrstiti turški vpadi tudi v porečje reke Reke, se je grad začel spreminjati v utrdbo z dodatno funkcijo protiturškega pribežališča oziroma tabora za okoliško prebivalstvo. V tem času je bilo zgrajeno zunanje obzidje proti vhodu, jugu in zahodu ter obrambni jarek, čez katerega je bil postavljen lesen mostovž z dvižnim mostom. V grajski kompleks se je vstopalo skozi poznogotski portal, ob katerem je bil zgrajen še obrambni stolp (v njega so najverjetneje premestili grajsko ječo). Vsekakor je bil grad utrjen že pred njegovim razdejanjem v vojni med Beneško republiko in Avstrijo leta 1508. Okoli leta 1567 je Johannes Haller najverjetneje izvedel samo najnujnejša zaščitna dela, zlasti pa je zaradi turških vpadov poskrbel za obnovo zunanjega grajskega obzidja.
Do celovitejše obnove gradu je prišlo šele v 17. stoletju, ko je grad prešel v last rodbine Porcia. Glede na omembo Valvasorja je bila leta 1615 obnovljena grajska kapela, posvečena sv. Marjeti. Pred njo so zgradili arkadno ložo in današnje notranje kamnito stopnišče. Pod arkadami so kot konzoli vgradili renesančni hermi, ki sta bili nekoč del kamina. Temeljito so prenovili tudi bivalne prostore v nadstropjih ter porušili severni trakt in zgradili novega. Južni zunanji zid grajskega jedra so podrli in zasuli obrambni jarek. Uredili so vrtno teraso in na severozahodnem delu zgradili nadstropno gospodarsko poslopje s hlevom v pritličju in kaščo v nadstropju, od katerega je leta 1930 glede na ohranjeno razglednico ostala ohranjena le še severozahodna stranica. Zaključek velikih obnovitvenih del je najverjetneje povezan z letnico 1645, ki je vklesana na prekladi glavnega portala grajskega jedra. Grad je s temi posegi dobil podobo, kot jo kaže Valvasorjeva upodobitev iz okoli leta 1678 in ki se tudi pozneje ni več bistveno spreminjala.
Ko je dotrajani grad kupil Bruno Zuccolini, ga je po načrtih arhitekta Alberta Riccobonija in slikarja Maria Lannesa spremenil v zasebno letno rezidenco. V severozahodnemu delu bivalnega dela je z združitvijo prostorov iz prvega in drugega nadstropja uredil slavnostno dvorano, ki jo je v tehniki enkavstike poslikal Mario Lannes. V prostoru pred njo si je v prvem nadstropju uredil salon, v naslednjem, ki meji na grajsko kapelo, pa spalnico. Prenovo je doživela tudi grajska kapela, o čemer priča tudi napis nad notranjim oknom. Pred vhodom v kapelo pa je kot odsev na gotsko slikarstvo upodobljen sveti Krištof. Svetnikova figura stoji nad mostom, ki povezuje Dolnjo Bitnjo in Prem, spodaj pa teče reka Reka. V desnici nosi avtomobil, ki ga je vozil Zuccolini. V pritličnem prostoru pod kapelo si je uredil etnološko zbirko, v pritličju severovzhodnega trakta bivalnega dela pa orožarno. Ker tudi gradbena dela v času Zuccolinija niso posebej izrazito spremenila srednjeveške zasnove, je grad mogoče še dandanes obravnavati kot pomemben avtentični grajeni srednjeveški zgodovinski vir.

## Grad danes
Z gradom, ki je v lasti Občine Ilirska Bistrica, upravlja TIC Ilirska Bistrica, z muzejsko zbirko pa Pokrajinski muzej Koper – enota Ilirska Bistrica. V njem si je mogoče ogledati stalno razstavo o gradiščih na Bistriškem, prikaz stavbne zgodovine gradu s predmeti, ki so bili najdeni ob arheoloških izkopavanjih, grajsko kapelo in viteško dvorano z ohranjenimi predmeti, ki jih je za svojo orožarno zbral Zuccolini, ter likovna dela akademskega slikarja Dušana Premrla (1937–2008). Ob tem pa so na ogled še občasne razstave. V gradu se prirejajo tudi poroke in razne prireditve, kot so koncerti, poletna muzejska noč, viteški dnevi in pravljice za otroke. 
Grad je za obiskovalce odprt od začetka aprila do konca oktobra.

## Galerija
- Notranje dvorišče na gradu Premu.
- Grajska kapela na gradu Prem.